# Étienne II d'Aligre
Pour les articles homonymes, voir Étienne d'Aligre et famille d'Aligre.
Étienne II d'Aligre, né le 31 juillet 1592 à Chartres, et mort le 25 octobre 1677 à Versailles, est un homme d'État français, sous Louis XIII et Louis XIV.

## Biographie
À 23 ans, en 1615, il est reçu conseiller au Grand Conseil de Louis XIII, qui l'envoie à Venise en tant qu'ambassadeur. À son retour, il est nommé conseiller d'État en 1635, puis intendant de justice à Caen en 1638, et commis en 1645 à la gestion des États de la province du Languedoc
En 1651, il est conseiller d'honneur au Parlement de Paris, et deux ans plus tard, directeur de la surintendance des finances pendant dix mois, puis chef du Conseil de commerce de la marine, en 1654.
Louis XIV établit un Conseil royal des Finances en 1661, et Étienne d'Aligre est le premier choisi comme commissaire.
Il est doyen du Conseil du roi, lorsque celui-ci se charge des sceaux à la mort de Pierre Séguier, puis devant se mettre à la tête de ses armées, Louis XIV nomme d'Aligre à la garde des sceaux de France le 23 avril 1672. Le 10 janvier 1674, il devient chancelier de France, office qu'il garde jusqu'à sa mort, arrivée à Versailles le 25 octobre 1677 à l'âge de 85 ans.

## Famille
Il est le fils aîné d'Étienne d'Aligre (1559-1635) et d'Élisabeth Chappelier (sœur de la mère d'Élisabeth Turpin, femme de Michel Le Tellier). Son successeur comme chancelier de France en 1677, Michel Le Tellier, est son cousin germain par alliance.
Il épouse :
1. Jeanne l'Huillier, fille de François, seigneur d'Interville, secrétaire du conseil, et d'Anne Brachet-de-Portmorand, avec qui il eut 18 enfants ;
2. Geneviève Guynet (†1657), veuve de Jean de Gué, seigneur de Villetaneuse, maître des comptes, et fille de Nicolas Guynet, conseiller au Grand Conseil, et de Geneviève Gaslau ;
3. Élisabeth l'Huillier (†1685, elle repose depuis la fin du XIXème siècle à la fondation d'Aligre de Lèves), veuve de Michel Moreau, lieutenant civil au Châtelet, fille de Jérôme l'Huillier, procureur en la chambre des comptes, et d'Isabelle Dreux.

### Armoiries
Les armes de la famille d'Aligre se blasonnent ainsi : 
« burelé d'or et d'azur de dix pièces ; au chef d'azur chargé de trois soleils d'or ».